# حق الأطفال في تغذية كافية في نيوزيلندا
حق الأطفال في تغذية كافية في نيوزيلندا لكل طفل الحق في التغذية الكافية بموجب الإعلان العالمي لحقوق الإنسان. في نيوزيلندا يذهب ما يُقدَّر ب 100000 طفل نيوزيلندي إلى المدرسة كل يوم دون وجبة الإفطار. تقر المادة 11 من العهد الدولي للحقوق الاقتصادية والاجتماعية والثقافية الحق الأساسي للجميع في التحرر من الجوع.
في منطقة أوكلاند، يوجد ما يقرب من 43000 طفل في المدارس الحكومية العشرية 1 و2. من هذه الـ 57% هي الباسفيكيين، 30% من الماوري، و4% من الأوروبيين. النسبة المتبقية هي 9% من المجموعات الآسيوية/ الشرق أوسطية والمجموعات العرقية الأخرى. أبلغت وزارة الصحة الوزير في عام 2006 بأن مدرسة 1 و2 تجذب طلابهم من أكثر مجتمعاتنا ضعفًا وتتعامل مع قضايا متعددة تتعلق بالفقر.
وجد المسح الذي أجرته وزارة الصحة عام 2002 أن هناك نسبة عالية من الأطفال الذين تتراوح أعمارهم بين 5 إلى 14 عامًا في بعض الأحيان أو دائمًا لا يأكلون شيئًا قبل المدرسة، مقارنة مع المسح الصحي النيوزلندي الذي وجد حوالي 15% من الأطفال الذين يذهبون إلى المدرسة دون تناول وجبة الإفطار.
أصدر مفوض الأطفال برنامجًا هيكليًا للأغذية في المدارس ينص على أنه يجب تغذية الأطفال بشكل كافٍ لمجموعة من الأسباب الغذائية والتعليمية والاجتماعية، ويجب إطعامهم بغض النظر عن دخل أو وضع والديهم. ولإنهاء ذلك، يجب أن تتوفر وجبة الإفطار للمدراس العشرية 1 و2 الابتدائية والإعدادية والمدارس الابتدائية والإعدادية المشتركة.